# Kylie's Non-Stop History 50+1
Kylie's Non-Stop History 50+1 je kompilacija remiksov avstralske pevke Kylie Minogue, ki so jo 1. julija 1993 izdali na Japonskem in oktobra 1993 še v Združenem kraljestvu. Kompilacija je vključevala najuspešnejše single Kylie Minogue iz časa, ko je sodelovala z založbo PWL in tehno remiks pesmi »Celebration«. Vse pesmi skupaj so nazadnje združili v megamix. Album je zasedel devetinpetdeseto mesto na japonski glasbeni lestvici.

## Seznam pesmi
| Št.             | Naslov                                                 | Dolžina |
| --------------- | ------------------------------------------------------ | ------- |
| 1.              | „Do You Dare‟                                          | 2:21    |
| 2.              | „I Guess I Like It Like That / Keep on Pumpin' It‟     | 2:15    |
| 3.              | „Closer‟                                               | 1:00    |
| 4.              | „Shocked‟ (Featuring Jazzi P)                          | 1:24    |
| 5.              | „Things Can Only Get Better‟                           | 1:08    |
| 6.              | „What Do I Have to Do?‟                                | 1:26    |
| 7.              | „Better the Devil You Know‟                            | 1:15    |
| 8.              | „What Kind of Fool (Heard All That Before)‟            | 1:51    |
| 9.              | „Secrets‟                                              | 1:05    |
| 10.             | „Where in the World?‟                                  | 1:03    |
| 11.             | „Give Me Just a Little More Time‟                      | 0:55    |
| 12.             | „I Miss You‟                                           | 1:18    |
| 13.             | „Step Back in Time‟                                    | 1:26    |
| 14.             | „Celebration‟                                          | 1:39    |
| 15.             | „Right Here, Right Now‟                                | 1:09    |
| 16.             | „Always Find the Time‟                                 | 1:17    |
| 17.             | „Look My Way‟                                          | 1:13    |
| 18.             | „Count the Days‟                                       | 1:14    |
| 19.             | „One Boy Girl‟ (Featuring The Poetess)                 | 1:30    |
| 20.             | „Rhythm of Love‟                                       | 1:15    |
| 21.             | „Word Is Out‟                                          | 1:17    |
| 22.             | „Just Wanna Love You‟                                  | 1:30    |
| 23.             | „It's No Secret‟                                       | 1:19    |
| 24.             | „I'll Still Be Loving You‟                             | 1:27    |
| 25.             | „Let's Get to It‟                                      | 1:24    |
| 26.             | „Too Much of a Good Thing‟                             | 1:21    |
| 27.             | „Live and Learn‟                                       | 1:16    |
| 28.             | „Finer Feelings‟                                       | 1:27    |
| 29.             | „The World Still Turns‟                                | 1:22    |
| 30.             | „My Secret Heart‟                                      | 1:09    |
| 31.             | „No World Without You‟                                 | 1:13    |
| 32.             | „Especially for You‟ (duet z Jasonom Donovanom)        | 1:51    |
| 33.             | „Say the Word — I'll Be There‟                         | 0:57    |
| 34.             | „Tears on My Pillow‟                                   | 1:28    |
| 35.             | „Tell Tale Signs‟                                      | 1:26    |
| 36.             | „If You Were with Me Now‟ (Featuring Keith Washington) | 1:09    |
| 37.             | „Heaven and Earth‟                                     | 1:13    |
| 38.             | „Nothing to Lose‟                                      | 1:08    |
| 39.             | „Wouldn't Change a Thing‟                              | 1:37    |
| 40.             | „Je Ne Sais Pas Pourquoi‟                              | 1:08    |
| 41.             | „Made in Heaven‟                                       | 1:20    |
| 42.             | „Hand on Your Heart‟                                   | 1:17    |
| 43.             | „Enjoy Yourself‟                                       | 1:16    |
| 44.             | „I'm Over Dreaming (Over You)‟                         | 1:16    |
| 45.             | „Never Too Late‟                                       | 1:34    |
| 46.             | „Love at First Sight‟                                  | 1:33    |
| 47.             | „Got to Be Certain‟                                    | 1:29    |
| 48.             | „Turn It into Love‟                                    | 1:22    |
| 49.             | „I Should Be So Lucky‟                                 | 1:29    |
| 50.             | „The Loco-Motion‟                                      | 1:28    |
| 51.             | „Celebration‟ (tehno remiks)                           | 6:40    |
| Skupna dolžina: | Skupna dolžina:                                        | 75:10   |

## Dosežki na lestvicah
| Lestvica (1993)   | Dosežek |
| ----------------- | ------- |
| Japonska (Oricon) | 59      |